# Gavin Gordon
Pour les articles homonymes, voir Gordon.
Gavin Gordon est un acteur américain, né le 7 avril 1901 à Chicora (Mississippi), mort le 7 avril 1983 à Los Angeles — Quartier de Canoga Park (Californie).

## Biographie
Au théâtre à Broadway, Gavin Gordon débute dans la comédie musicale Annie Dear, représentée de novembre 1924 à janvier 1925. Après quatre pièces à la fin des années 1920, il revient à Broadway dans trois autres pièces, respectivement en 1947, en 1950 (Disciple du diable de George Bernard Shaw, avec Maurice Evans et Marsha Hunt), et enfin en 1951.
Au cinéma, ses cinq premiers films sortent en 1929, dont Chasing Through Europe de David Butler et Alfred L. Werker, avec Gustav von Seyffertitz. Son premier film notable est Romance de Clarence Brown (1930), avec Greta Garbo et Lewis Stone. Au cours des années 1930, citons également La Ruée de Frank Capra (1932, avec Walter Huston et Pat O'Brien), Masques de cire de Michael Curtiz (1933, avec Lionel Atwill et Fay Wray), L'Impératrice rouge de Josef von Sternberg (1935, avec Marlène Dietrich et John Lodge), ou encore La Fiancée de Frankenstein de James Whale (1935, avec Boris Karloff et Colin Clive).
Durant les années 1940, il apparaît dans seulement dix films, dont deux réalisés par Alfred Hitchcock, Soupçons (1941, avec Cary Grant et Joan Fontaine) et Les Enchaînés (1946, avec Ingrid Bergman et Cary Grant).
Suivent dix-neuf autres films américains, sortis à partir de 1954, dont La Meneuse de jeu de Joseph Anthony (1958, avec Anthony Perkins et Shirley MacLaine), Le Masque de Crane Wilbur (1959, avec Vincent Price et Agnes Moorehead) et Milliardaire pour un jour de Frank Capra (1961, avec Glenn Ford et Bette Davis), aux côtés de son compagnon de longue date Edward Everett Horton. Son ultime film est L'Enquête de Gordon Douglas, avec Carroll Baker et George Maharis, sorti en 1965.
À la télévision, hormis un téléfilm diffusé en 1957, Gavin Gordon collabore à trente séries entre 1949 et 1968, dont Alfred Hitchcock présente (trois épisodes, 1955-1957) et Les Arpents verts (un épisode, 1965).

## Théâtre à Broadway (intégrale)
- 1924-1925 : Annie Dear, comédie musicale, musique, lyrics et livret de Clare Kummer : Harry Murchison
- 1927 : A Lady in Love de Dorrance Davis : Bragdon
- 1927-1928 : Celebrity de Willard Keefe : Barry Regan
- 1928 : Sh, the Octopus de Ralph Murphy et Donald Gallagher : Paul Morgan
- 1928 : Crashing Through de Saxon Kling : Christopher Manson
- 1947 : The Gentleman form Athens d'Emmet Lavery, mise en scène de Sam Wanamaker : « Big Ed » Lawrence
- 1950 : Disciple du diable (The Devil's Disciple) de George Bernard Shaw : Major Swindon
- 1951 : Buy Me Blue Ribbons de Summer Locke-Elliott : Victor Hatfield

## Filmographie partielle

### Cinéma

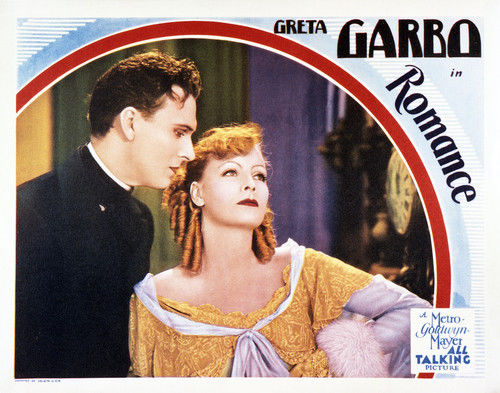
Avec Greta Garbo, dans Romance (1930, poster promotionnel)

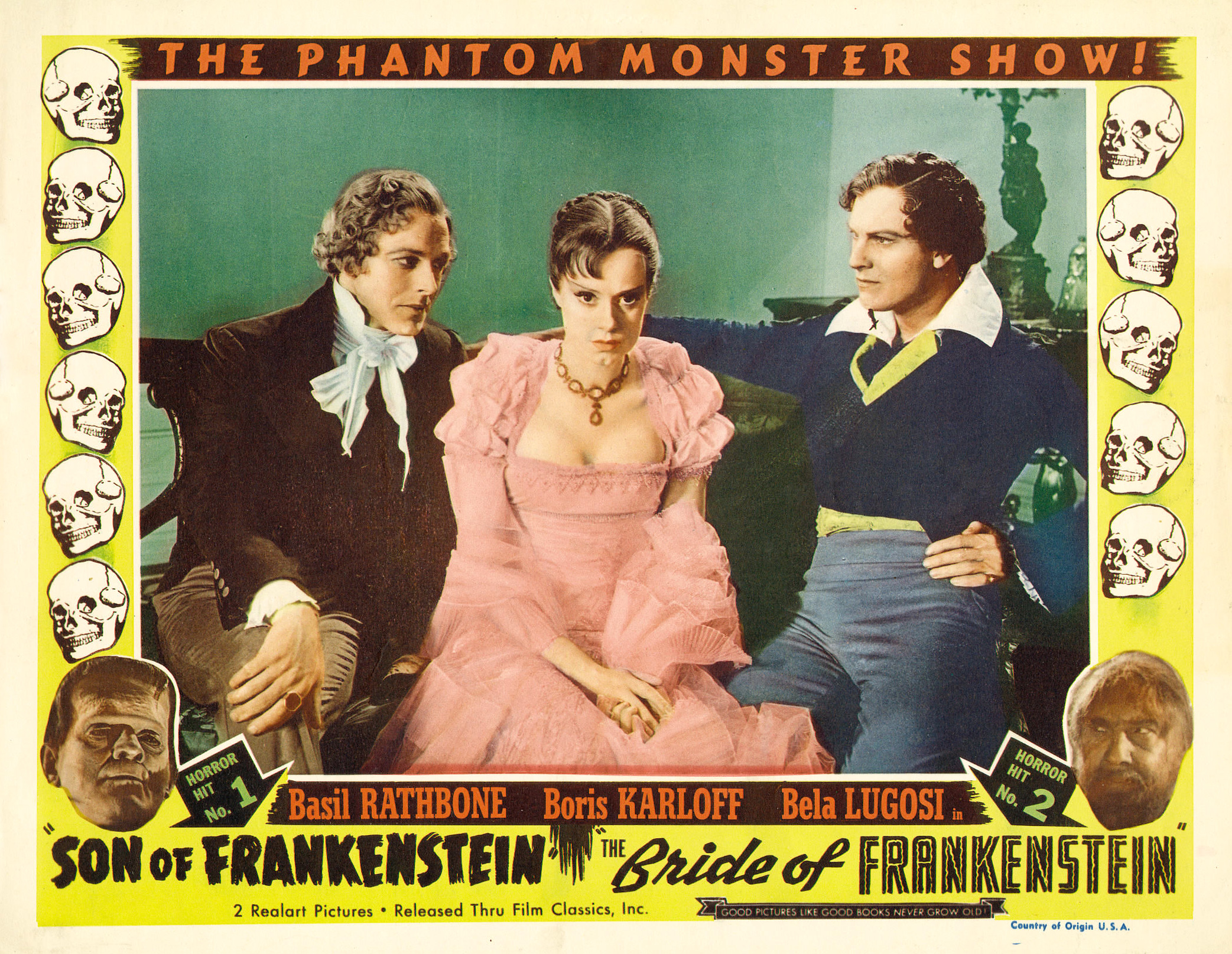
Avec Douglas Walton (à g.) et Elsa Lanchester, dans La Fiancée de Frankenstein (1935, poster promotionnel)

- 1929 : Chasing Through Europe de David Butler et Alfred L. Werker : Don Merrill
- 1929 : His First Command de Gregory La Cava : Lieutenant Freddie Allen
- 1930 : Romance de Clarence Brown : Tom Armstrong
- 1931 : The Great Meadow de Charles Brabin : Evan Muir
- 1932 : The Silver Horde de George Archainbaud : Fred Marsh
- 1932 : La Ruée (American Madness) de Frank Capra : Cyril Cluett
- 1932 : Le Fantôme de Crestwood (The Phantom of Crestwood) de J. Walter Ruben : Will Jones
- 1932 : La Grande Muraille (The Bitter Tea of General Yen) de Frank Capra : Dr Robert « Bob » Strike
- 1933 : Masques de cire (Mystery of the Wax Museum) de Michael Curtiz : George Winton
- 1933 : Female de Michael Curtiz : Briggs
- 1933 : L'affaire se complique (Hard to Handle) de Mervyn LeRoy
- 1934 : Rayon d'amour (Happiness Ahead) de Mervyn LeRoy : « Jellie » Travis
- 1934 : L'Impératrice rouge (The Scarlet Empress) de Josef von Sternberg : Capitaine Gregori Orloff
- 1935 : Reine de beauté (Page Miss Glory) de Mervyn LeRoy : Le journaliste Metz
- 1935 : Aimez-moi toujours (Love Me Forever) de Victor Schertzinger : Mitchell
- 1935 : La Fiancée de Frankenstein (The Bride of Frankenstein) de James Whale : Lord Byron
- 1935 : Bureau des épaves (Stranded) de Frank Borzage : Jack
- 1935 : Ville frontière (Bordertown) d'Archie Mayo : Brook Manville
- 1936 : The Leavenworth Case de Lewis D. Collins : Henry Clavering
- 1937 : L'Or et la Femme (The Toast of New York) de Rowland V. Lee : Un major sudiste
- 1938 : Comme sur des roulettes (I See Ice) d'Anthony Kimmins : Le chanteur de night club
- 1941 : Paper Bullets de Phil Rosen : Kurt Parrish
- 1941 : Soupçons (Suspicion) d'Alfred Hitchcock : Dr Bertram Sedbusk
- 1942 : The Lone Star Vigilantes de Wallace Fox : Major Hallang Clark alias Keller
- 1946 : Les Enchaînés (Notorious) d'Alfred Hitchcock : Ernest Weylin
- 1947 : Three on a Ticket de Sam Newfield : Pearson alias Barton
- 1954 : Un grain de folie (Knock on Wood) de Melvin Frank et Norman Panama : Le vendeur de voitures
- 1954 : A Life at Stake de Paul Guilfoyle : Sam Pearson
- 1954 : Noël blanc (White Christmas) de Michael Curtiz : Général Harold G. Carlton
- 1954 : La Joyeuse Parade (There's No Business Like Show Business) de Walter Lang : Geoffrey

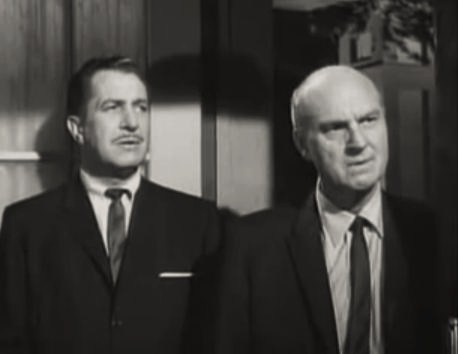
Avec Vincent Price (à g.), dans Le Masque (1959)

- 1956 : Le Trouillard du Far West (Pardners) de Norman Taurog : Un homme d'affaires
- 1956 : Le Roi des vagabonds (The Vagabond King) de Michael Curtiz : Le majordome
- 1956 : Les Dix Commandements (The Ten Commandments) de Cecil B. DeMille : L'ambassadeur de Troie
- 1957 : Johnny Tremain de Robert Stevenson : Colonel Smith
- 1958 : Bagarres au King Créole (King Creole) de Michael Curtiz : M. Primont
- 1958 : La Meneuse de jeu (The Matchmaker) de Joseph Anthony : Rudolph
- 1959 : Le Masque (The Bat) de Crane Wilbur : Lieutenant Andy Anderson
- 1961 : Milliardaire pour un jour (Pocketful of Miracles) de Frank Capra : M. Cole
- 1961 : Il a suffi d'une nuit (All in a Night's Work) de Joseph Anthony : M. Carruthers
- 1962 : Des filles... encore des filles (Girls! Girls! Girls!) de Norman Taurog : M. Peabody
- 1963 : Docteur Jerry et Mister Love (The Nutty Professor) de Jerry Lewis : Le vendeur de vêtements
- 1964 : Jerry souffre-douleur (The Patsy) de Jerry Lewis : Un cadre sur le parcours de golf
- 1965 : L'Enquête (Sylvia) de Gordon Douglas : Le majordome

### Séries télévisées
- 1955-1957 : Alfred Hitchcock présente (Alfred Hitchcock Presents)
  - Saison 1, épisode 8 Our Cock's a Treasure (1955) de Robert Stevens : George Brooks
  - Saison 2, épisode 9 Crack of Doom (1956) de James Neilson : Un joueur de cartes
  - Saison 3, épisode 3 The Perfect Crime (1957) : Ernest West
- 1958 : Perry Mason, première série
  - Saison 1, épisode 32 The Case of the Substitute Face de William D. Russell : Capitaine Walters
- 1965 : Les Arpents verts (Green Acres)
  - Saison 1, épisode 4 Aménagement (The Best Laid Plans) de Richard L. Bare : Roland Weatherby